# Delectus Florae et Faunae Brasiliensis

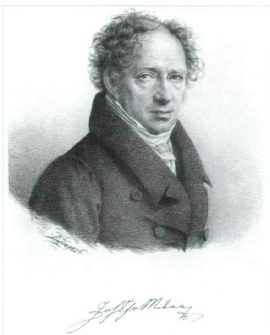
Johann Christian Mikan, autor da obra.

Delectus Florae et Faunae Brasiliensis, (abreviado Del. Fl. Faun. Bras.), é um livro com ilustrações e descrições botânicas que foi escrito pelo botânico, zoólogo e entomólogo austro-húngaro-alemão, Johann Christian Mikan. Foi publicado em 4 partes durante os anos 1820-1825.

## Publicação
- Parte nº 1 - 1820
- Parte nº 2 - 1822
- Parte nº 3 - Jul-Out 1823
- Parte nº 4 - 1825